# Ole Mikkelsen
 Ikke at forveksle med Ole Michelsen.
Ole Mikkelsen (født 3. maj 1962 i Guldager) er en dansk journalist, der er redaktionschef for Reuters i Danmark. 
Mikkelsen blev uddannet fra Danmarks Journalisthøjskole i 1991. Han har tidligere arbejdet som finansjournalist på Reuters, Berlingske Tidende, Børsen, ligesom han har været kommunikationschef i Lokale Pengeinstitutter og journalist i Nordea Danmark.
I 2007 udgav han bogen Straarup om Danske Banks ordførende direktør Peter Straarup.